# Peridoto
El peridoto es una variante de forsterita perteneciente al grupo de los olivinos con calidad de gema. Tiene una gran cantidad de magnesio en su estructura y posee un brillo vítreo. Su composición química es Mg2SiO4. Es una de las gemas "idiocromáticas", es decir que su color viene de la composición química básica del mismo mineral, y no de impurezas, y por lo tanto se encuentra solo en tonos verdes, es una de las pocas piedras preciosas con esta característica.
Son comúnmente confundidos con las esmeraldas aún poseyendo un tono más amarillento en su color.

## Etimología
El nombre de peridoto se cree que deriva de la palabra árabe "faridat" para gema. 
Se llama también crisolita (derivado de la palabra griega "χρυσόλιθος" (chrysólithos, piedra de oro).
También se le llama olivino, a causa de su color y la pertenencia al grupo de olivino.
Otros nombres que se le daban al peridoto son "esmeralda bastarda" y "esmeralda de la tarde".

## Historia
Los antiguos egipcios extraían el peridoto en la isla del Mar Rojo de Zabargad, la fuente de muchas de las grandes peridotos finos en los museos del mundo. Los egipcios lo llamaron la "joya del sol." Hoy en día esta joya todavía es muy apreciada por sus tonalidades de color verde amarillento.
El peridoto es mencionado en la Biblia bajo el nombre hebreo "pitdah". Gemas de peridoto junto con otras gemas fueron usadas en los legendarios petos de los sumos sacerdotes judíos, artefactos que hoy en día se siguen buscando. La leyenda cuenta que el peridoto fue la piedra preciosa favorita de Cleopatra. Los cruzados trajeron peridoto a Europa Central donde se encuentra en muchas iglesias medievales, como en la catedral de Colonia. En la época barroca, la piedra preciosa verde intenso experimentó otra corta etapa de prosperidad, antes de ser olvidada de nuevo.
Napoleón usó peridoto para asegurarle a la emperatriz Josefina su eterno amor y admiración, lo cual, sucedió antes de que él anulara su matrimonio.
A lo largo de la historia, el peridoto ha sido confundido con otras piedras preciosas, incluso con la esmeralda. Muchas "esmeraldas" de los tesoros reales han resultado ser peridotos.
El peridoto más grande cortado fue encontrado en la isla Zabargad, pesa 319 quilates y pertenece a la Institución Smithsonian en Washington D. C.

## Depósitos
Históricamente, la isla volcánica Zabargad (St. John) en el Mar Rojo, al este de Egipto, es el yacimiento más importante que fue explotado por 3500 años, abandonado por muchos siglos, redescubierta en 1900 y ha sido completamente explotado desde entonces. Los yacimientos más importantes hoy en día se encuentran en Pakistán (región de Cachemira y región fronteriza de Pakistán-Afganistán), cuyos peridotos son considerados de la mejor calidad. Material hermoso se encuentra también en la parte superior de Myanmar y Vietnam. Otros depósitos se han encontrado en Australia (Queensland), Brasil (Minas Gerais), China, Kenia, México, Noruega (al norte de Bergen), Sudáfrica, Sri Lanka, Tanzania y los Estados Unidos (Arizona y Hawái).

## Formación
El peridoto se forma a 400 km bajo la superficie terrestre, en el manto, a una temperatura de entre 800-1.200 °C.

Ejemplos de peridoto en bruto
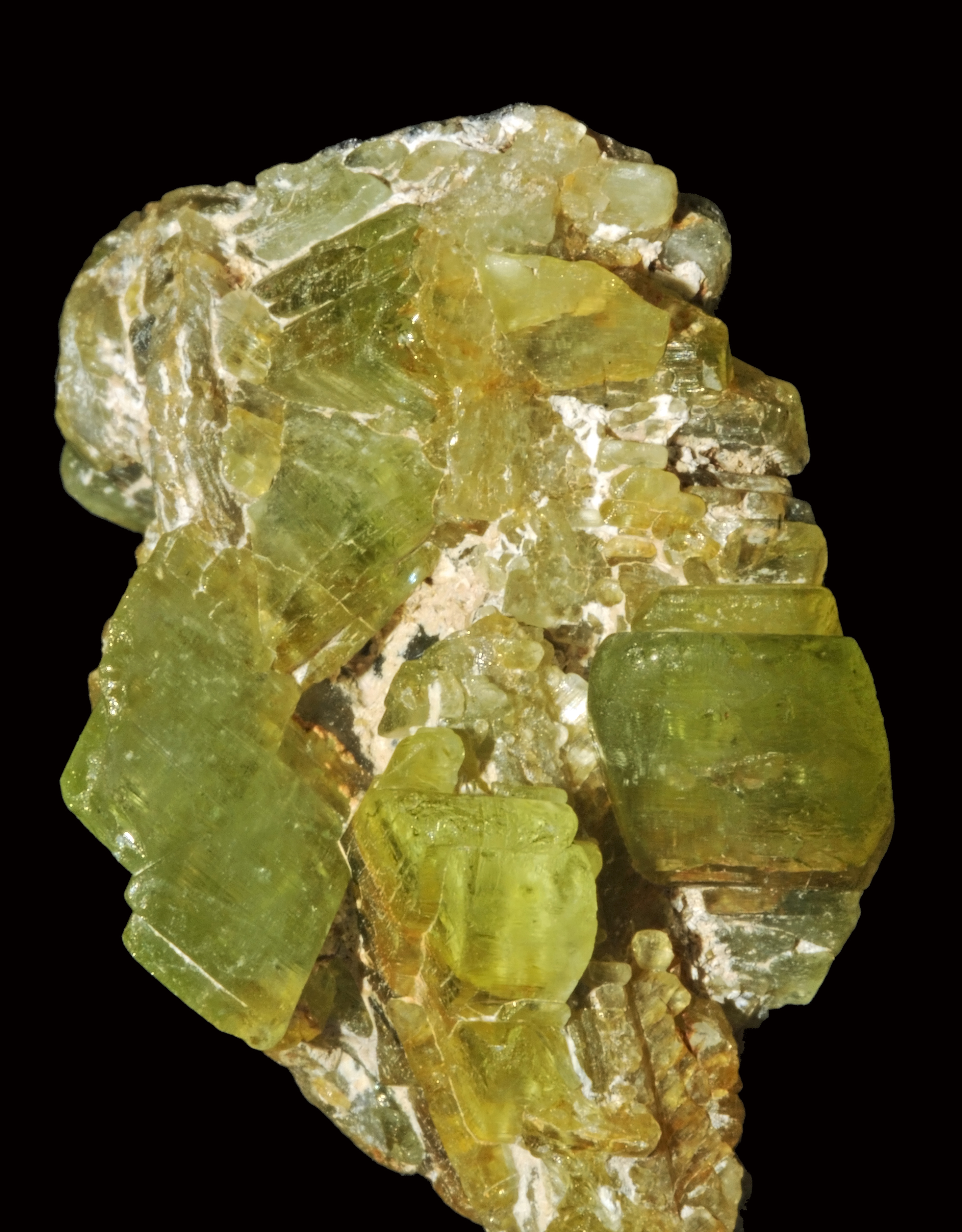
Beta de cristales de peridoto extraído en Pakistán.
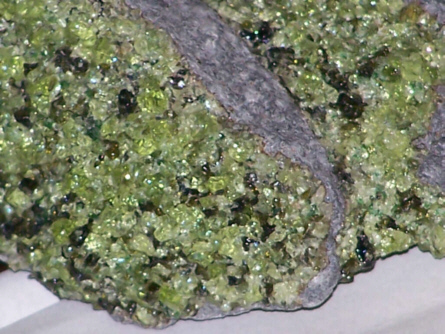
Peridoto cristalizado sobre una roca de basalto
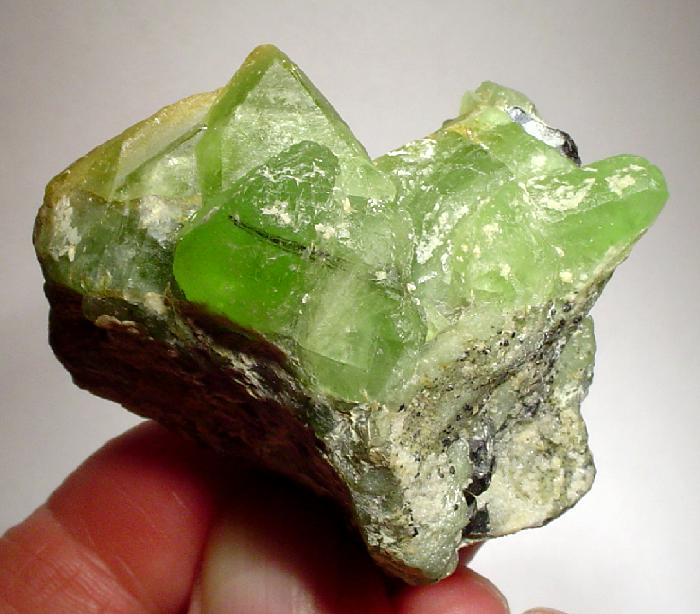
Cúmulo de cristales de peridoto
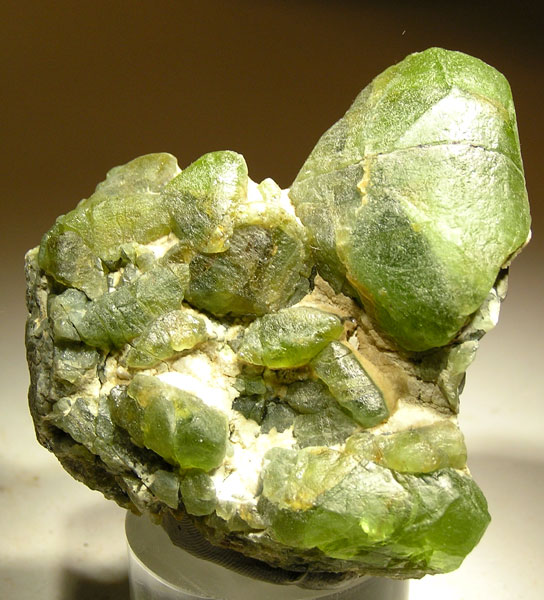
Beta de cristales de peridoto
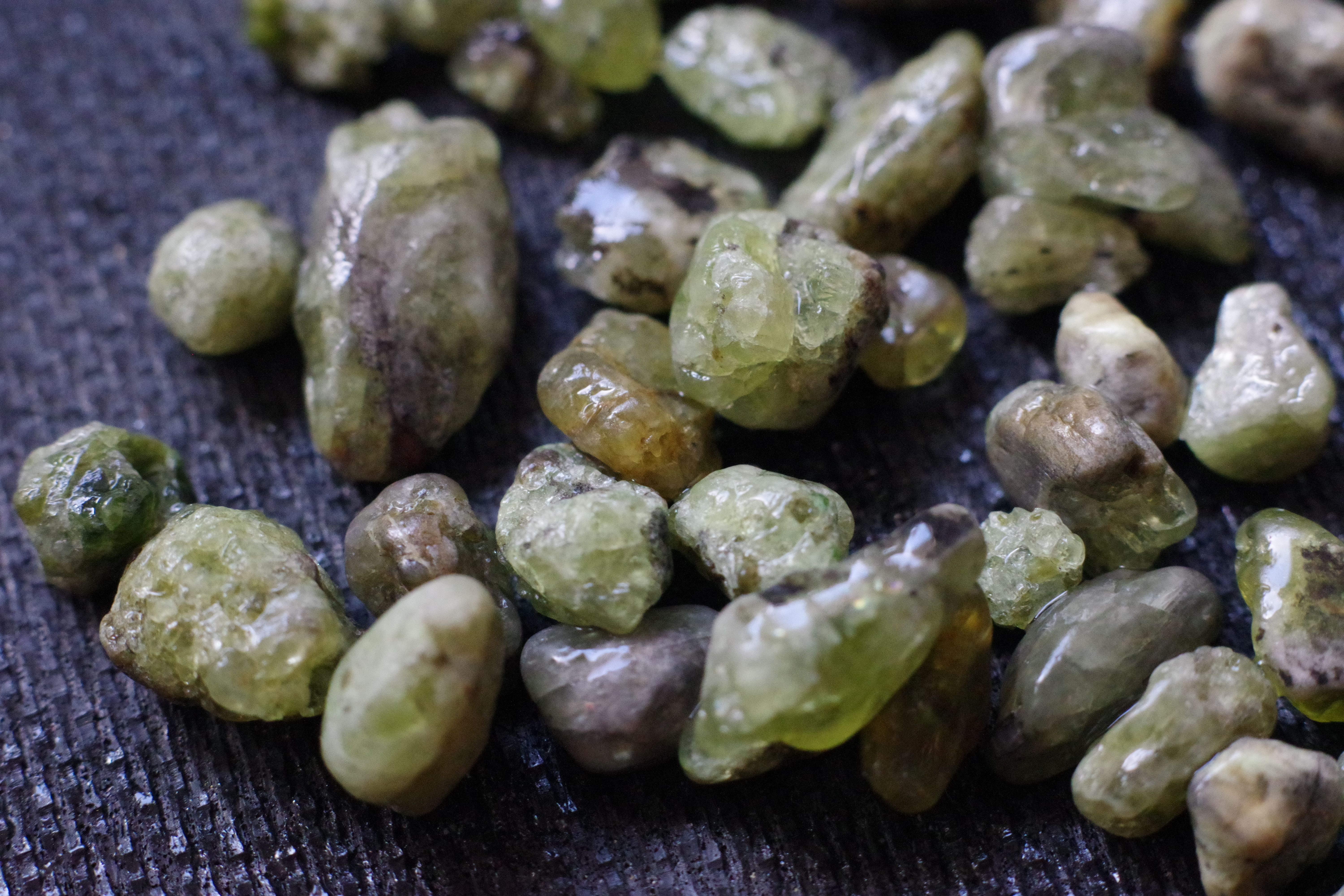
Piedras de peridoto
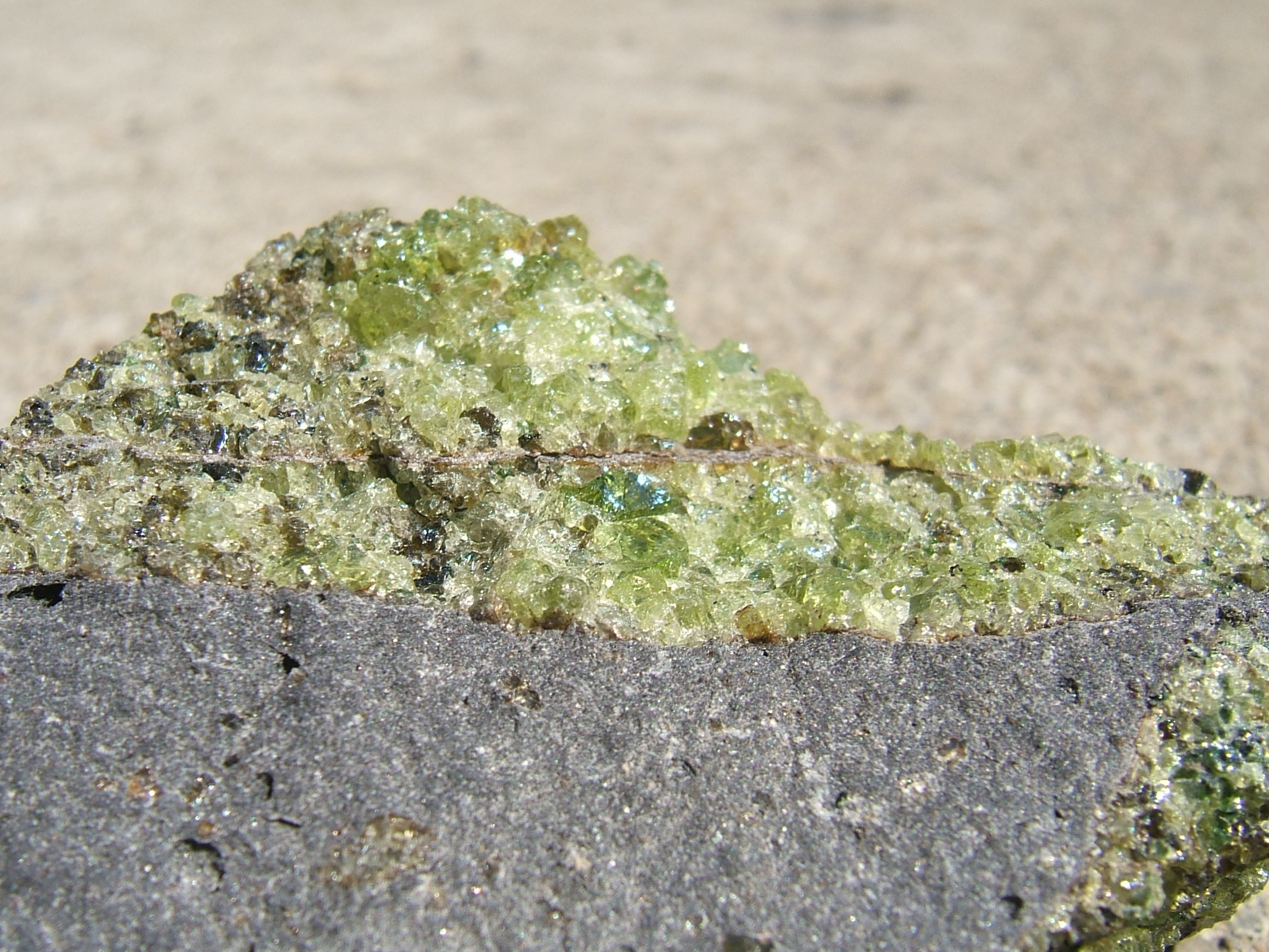
Cristales de peridoto en basalto

## Color
El peridoto es uno de los pocos minerales en el mundo que se producen en un solo color, un verde oliva, de este solo varían las tonalidades.

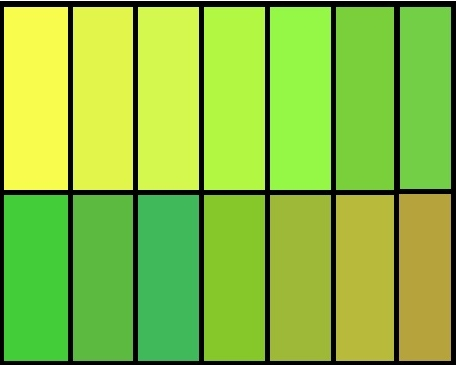
Tonalidades del Peridoto.

Imágenes de peridotos de distintas tonalidades
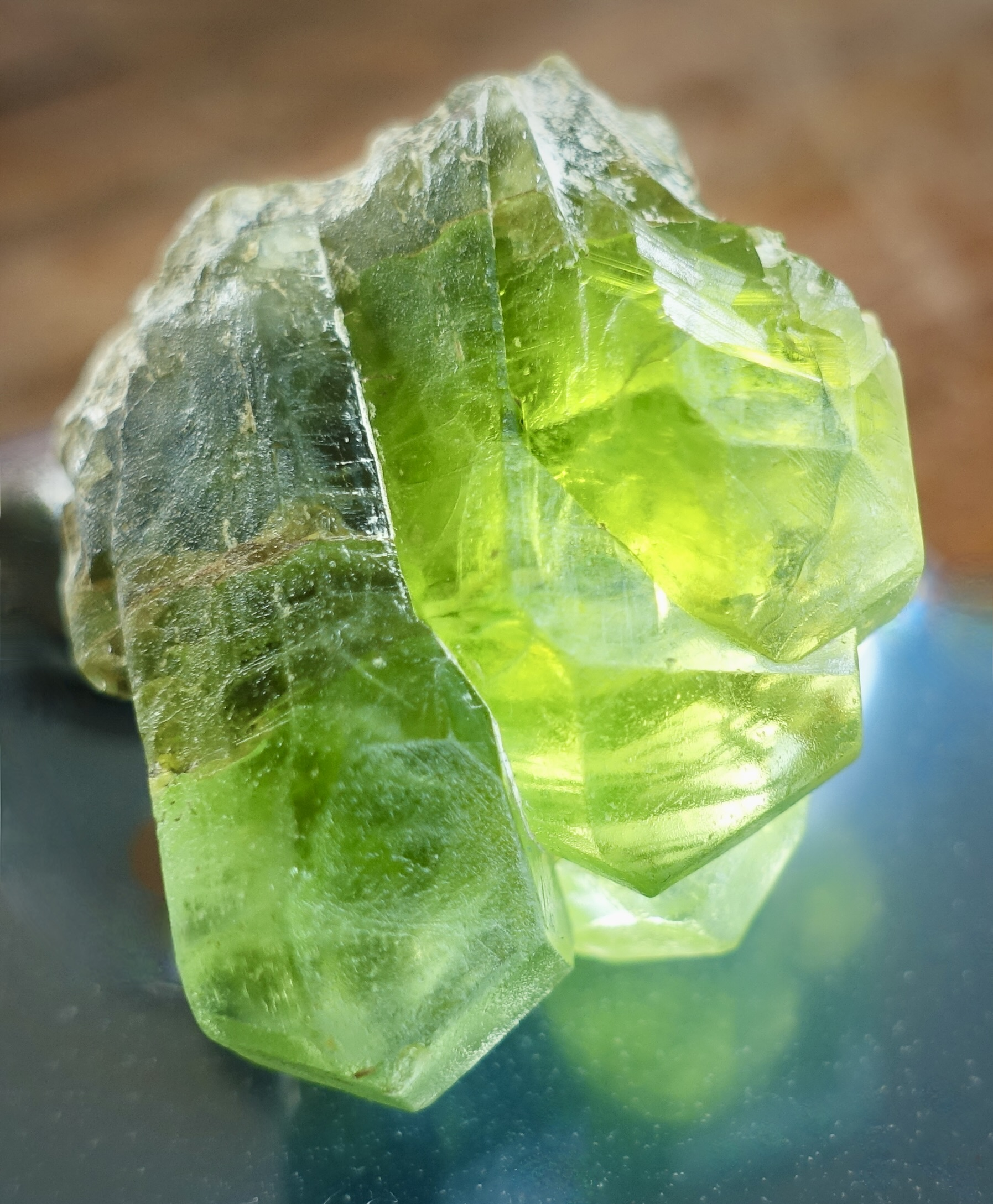
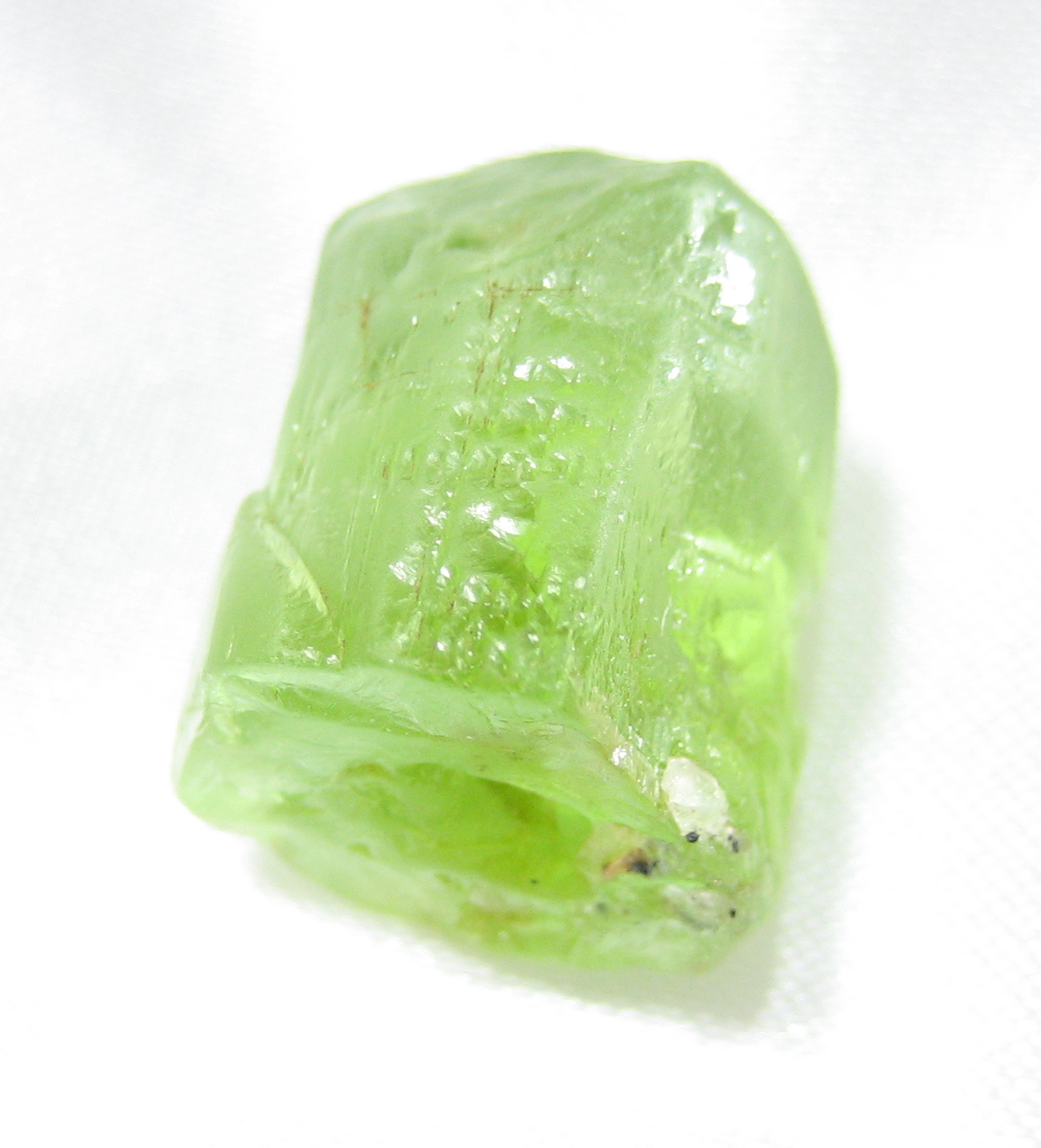
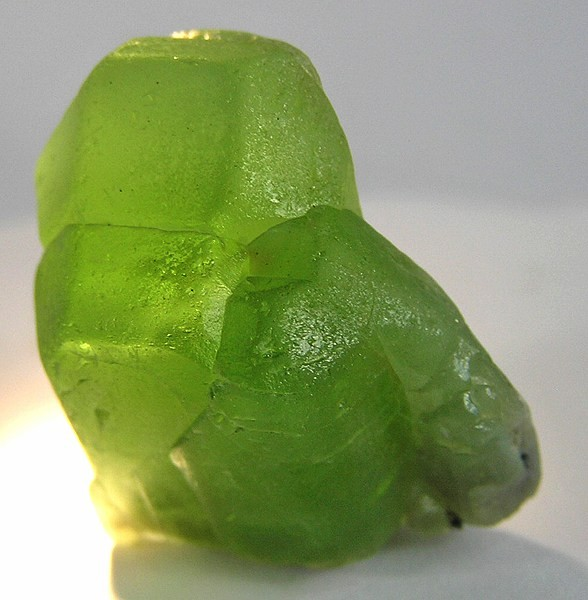
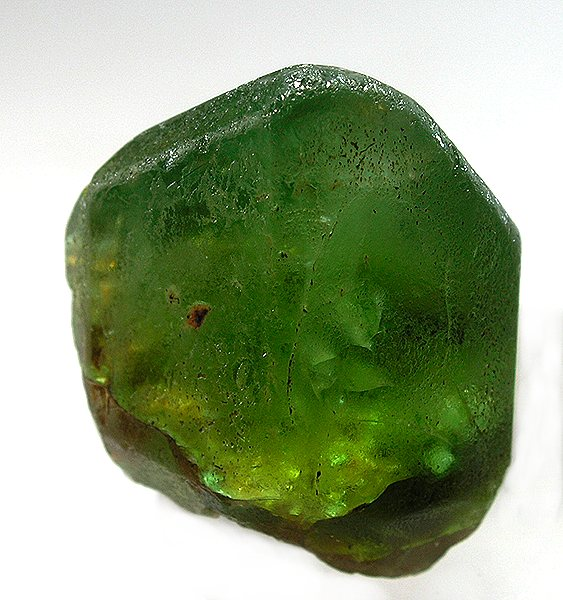

## Peridoto espacial
En Rusia hay algunos peridotos cortados que salieron de un meteorito que cayó al este de Siberia en 1749.
En 2005, el peridoto se encontró en polvo de cometa traído de la sonda espacial robótica Stardust. También ha sido hallado en meteoritos de pallasita.

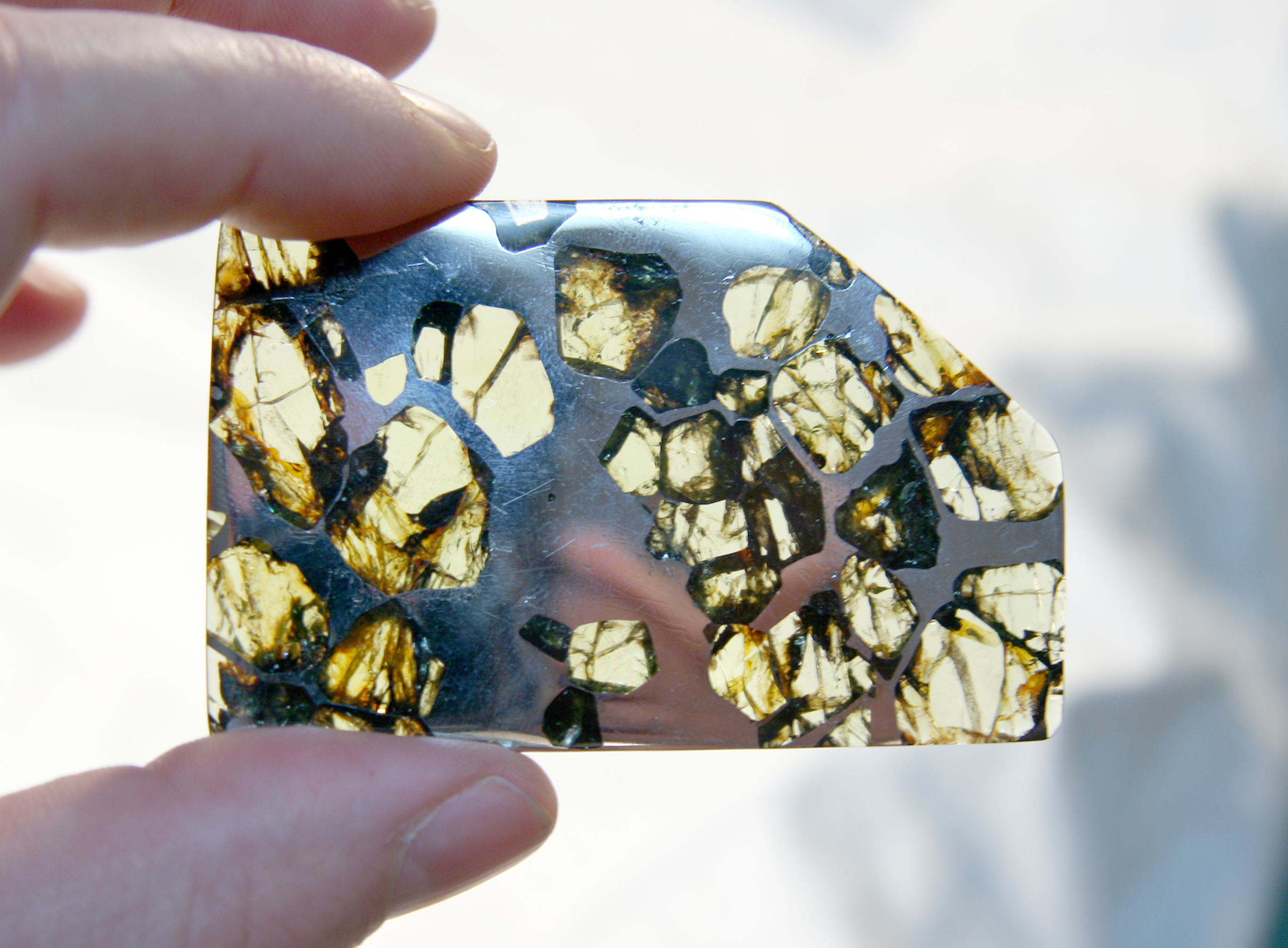
Cristales de peridoto extraídos de un meteorito

## Características
- Tiende a estallar bajo una gran tensión.[5]
- No tiene resistencia a los ácidos.

## Zodíaco, mito y leyenda del peridoto
En la antigüedad se creyó que el peridoto fue un regalo de la Madre Naturaleza, para celebrar la creación anual de un mundo nuevo. Los líderes nacionales que públicamente usaron peridoto fueron considerados amables, justos y sabios.
El peridoto ha sido apreciado desde las primeras civilizaciones por sus supuestos poderes protectores para ahuyentar los miedos y las pesadillas, según las supersticiones.  Algunas personas supersticiosas creen que lleva el don del "esplendor interior", agudizando la mente y abriéndola a nuevos niveles de conciencia y crecimiento, ayudándonos a reconocer y realizar nuestro destino y propósito espiritual.  No hay evidencia científica para tales afirmaciones.
En la Antigüedad, así como en la Edad Media la gente creía que el cosmos era reflejado en las piedras preciosas. Al peridoto se le asigna el planeta Saturno. El movimiento esotérico revivió la antigua creencia y la industria joyera la hizo otra herramienta de marketing para promover ciertas gemas.
El peridoto es la gema mes de agosto.